# Alex Walkinshaw
Alex Newcombe Walkinshaw (Barking, 5 oktober 1974) is een Engelse acteur, vooral bekend door zijn rol als Sgt. Dale "Smithy" Smith in The Bill.
Op 12-jarige leeftijd verscheen hij voor het eerst op televisie in de serie Grange Hill en in 1992 en 1993 was hij te zien als Terry Shane in de serie Side By Side.
Vanaf 1999 speelt Walkinshaw de rol van PC Dale Smith in de politieserie The Bill. Nadat hij even uit de serie was verdwenen, maakte Walkinshaw zijn terugkeer in de serie in 2003 als Sergeant Dale Smith. In 1993 speelde Walkinshaw ook al eens in The Bill, toen als Lee Tarrant.
Hij heeft ook enkele gastoptredens gedaan in populaire Britse series waaronder Holby City, A Touch of Frost en Casualty.
Op 27 maart 2007 nam hij deel aan de quiz The Weakest Link en won deze. Het prijzengeld schonk hij aan de organisatie "Kids in Need" — een organisatie die de wensen vervult van zieke kinderen.

## Trivia
- Zijn vrouw was schminkster bij The Bill.